# 厚岸藻科
厚岸藻科（学名：Akkesiphycaceae）为海带目的一个科。只有厚岸藻属一个属。

## 下级分类
本科包括以下属：
- 厚岸藻属 Akkesiphycus Yamada & Tak.Tanaka, 1944